# Ораньєвауд
Ораньєвауд (нід. Oranjewoud) — село в нідерландській провінції Фрисландія. Входить до муніципалітету Геренвен. Його населення станом на 2017 рік складало 1570 осіб.

## Галерея

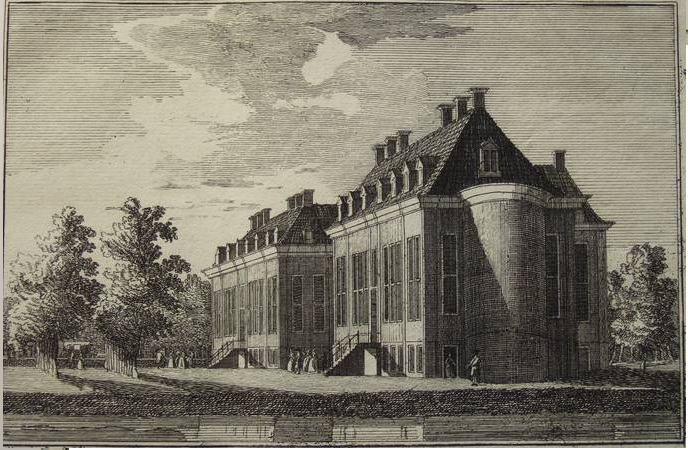
Палац Ораньєвауд у 1765 році
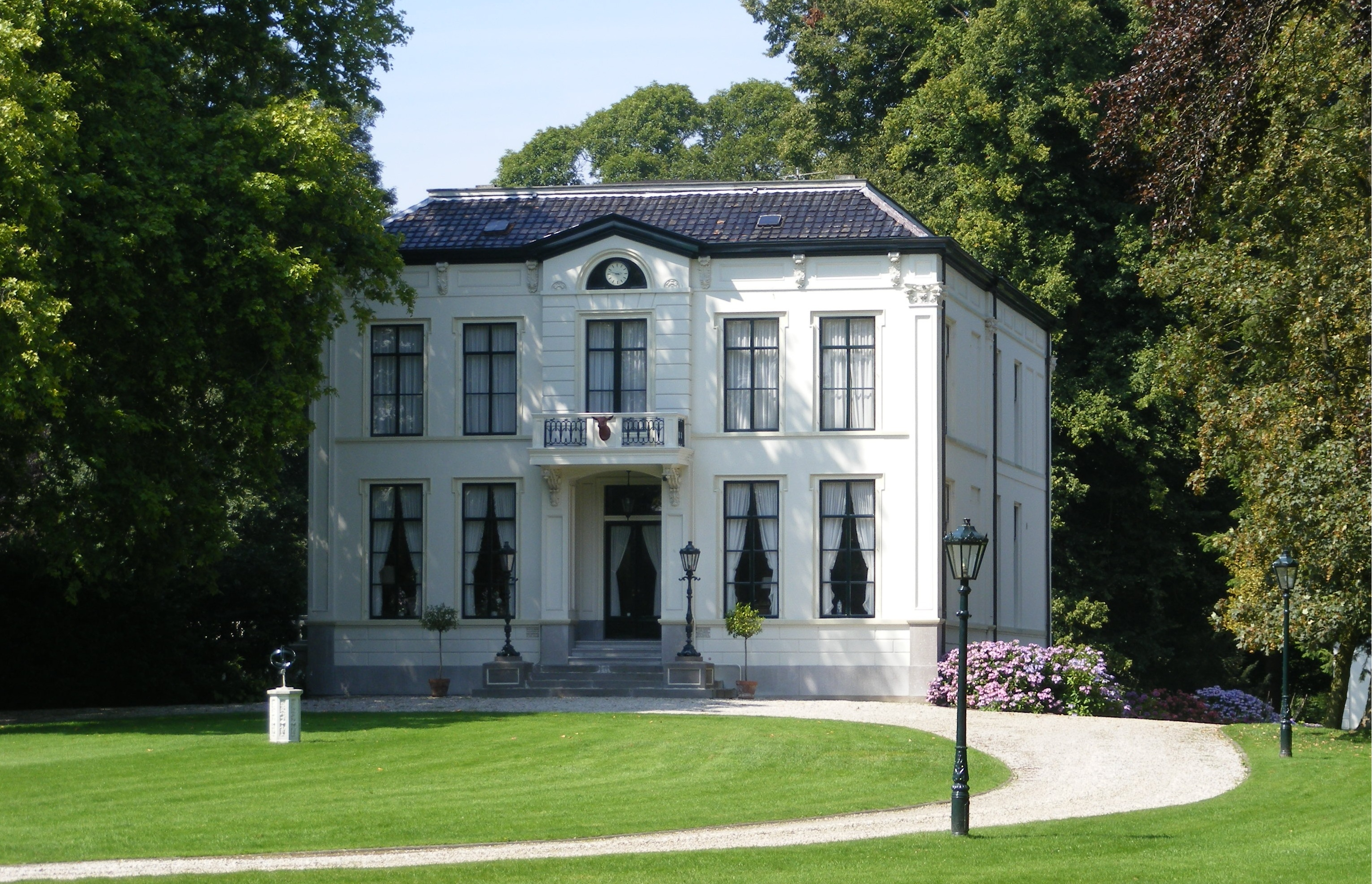
Маєток Klein Jagtlust
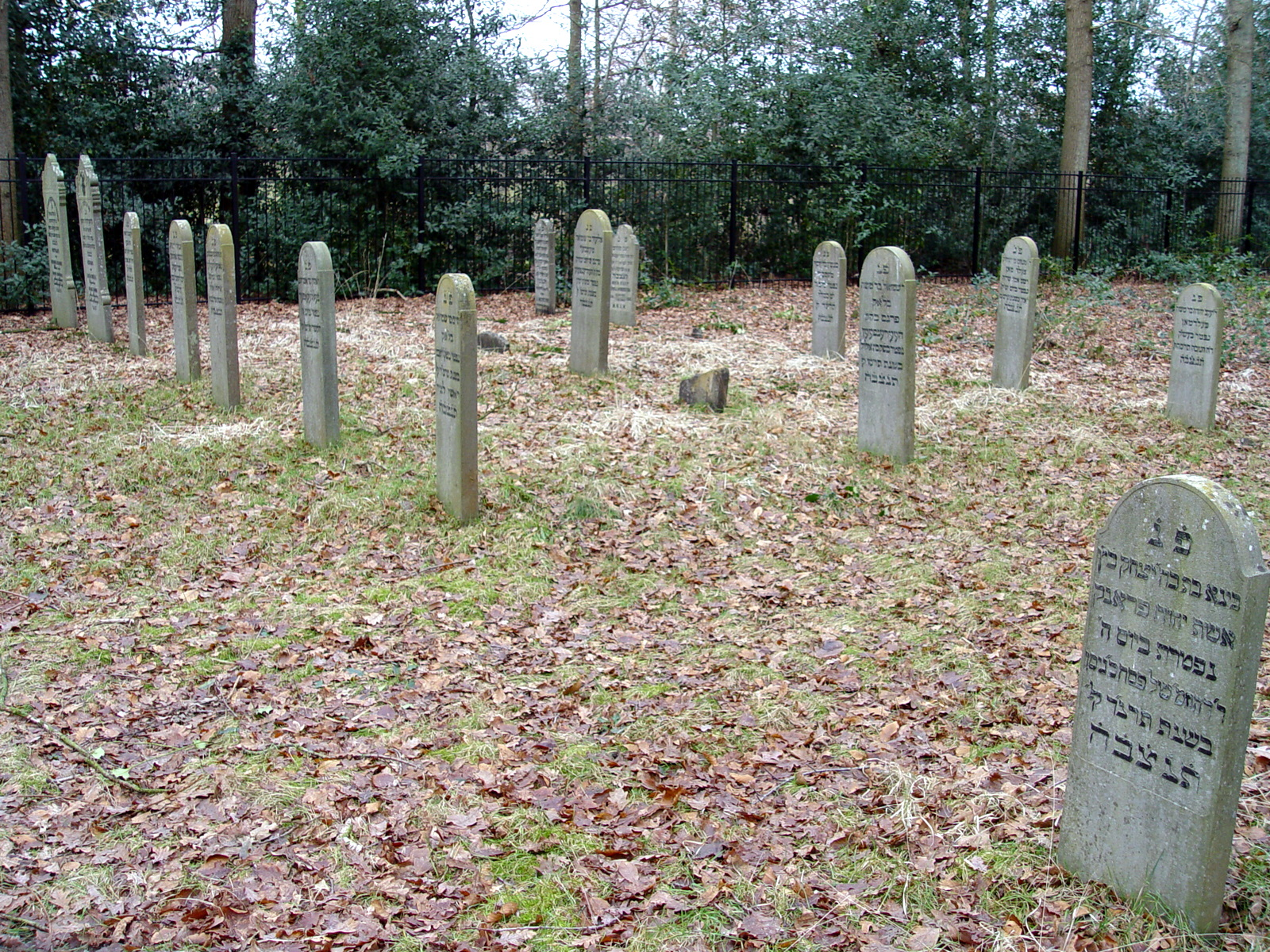
Єврейський цвинтар